# Filthy Christians
Filthy Christians war eine schwedische Grindcore-Band aus Falun. Sie gehörte zu den ersten Bands dieses Genres in Skandinavien und war zugleich die erste schwedische Musikgruppe, die von Earache Records unter Vertrag genommen wurde.

## Geschichte
Gegründet wurde die Band 1985 im schwedischen Falun. Auf einer Zugreise durch Europa lernte die Band 1986 Digby Pearson von Earache Records kennen. 1987, während einer Tournee durch Großbritannien, bot er den Filthy Christians einen Plattenvertrag an. Voraussetzung war, dass die Gruppe ihm ein Demo schickt. Nachdem das dritte Demo 1988 fertiggestellt war, erhielt die Band den Vertrag und das Debütalbum Mean erschien 1990. Einem breiten Publikum wurde die Band anlässlich eines Auftritts in der schwedischen Fernsehsendung Svepet 1989 bekannt. Nach einigen Wechseln in der Besetzung Anfang der 1990er Jahre änderte Filthy Christians die musikalische Ausrichtung hin zum Death Metal und nahm 1992 im Sunlight Studio von Tomas Skogsberg ein weiteres Demo auf. 1994 erschien bei We Bite Records die EP Nailed. Mitte der 1990er Jahre löste die Band sich auf.

## Diskografie
- G-Anx / Filthy Christians (Split-Single, Gore Core, 1989)
- Mean (Earache, 1990)
- Nailed (EP, We Bite, 1994)